# Pycnarmon sarumalis
Pycnarmon sarumalis là một loài bướm đêm trong họ Crambidae.